# Bisdom Łowicz

Bisdommen in Polen
20. Aartsbisdom Łódż
21. Bisdom Łowicz

Het bisdom Łowicz (Latijn: Dioecesis Lovicensis, Pools: Diecezja łowicka) is een in Polen gelegen rooms-katholiek bisdom met zetel in de stad Łowicz. Het bisdom behoort tot de kerkprovincie Łódż, en is suffragaan aan het aartsbisdom Łódż.

## Geschiedenis
- 25 maart 1992: Opgericht als bisdom Łowicz uit delen van het aartsbisdom Łódż, bisdom Płock, en aartsbisdom Warschau

## Bisschoppen van Łowicz
- 1992-2004 Alojzy Orszulik
- 2004-heden Andrzej Franciszek Dziuba

### Hulpbisschoppen in Łowicz
- 1992-2013 Józef Zawitkowski

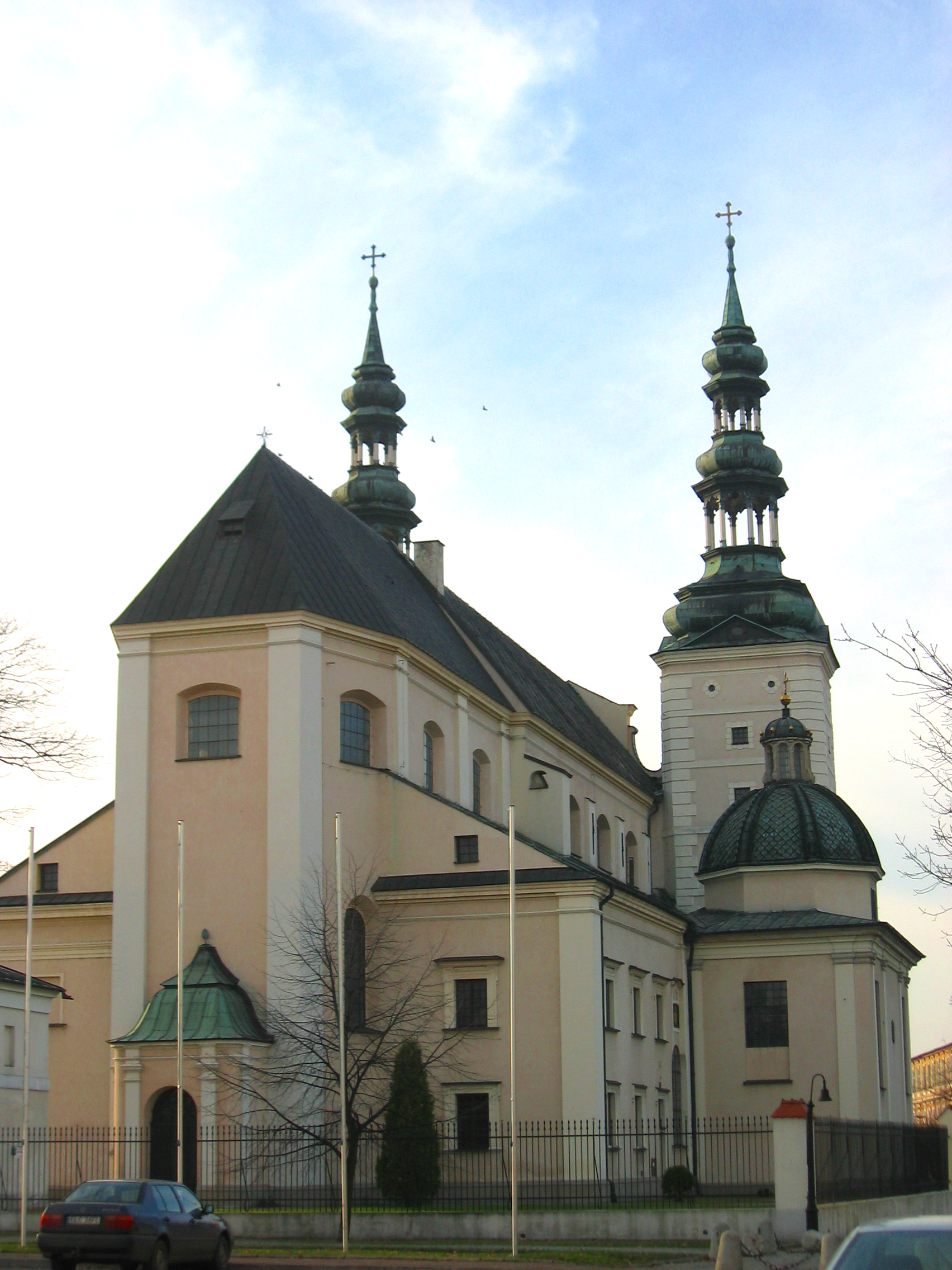
Kathedraal van Łowicz